# Qaysin Quli

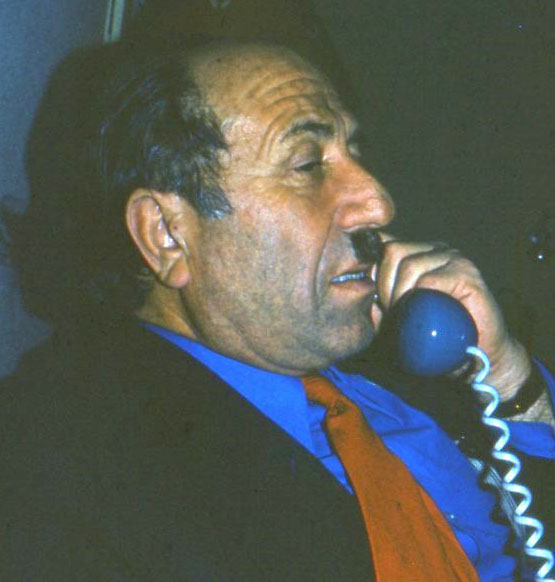
Además de escribir poesía, tradujo al idioma uzbeko numerosas obras de varios poetas extranjeros.

Kaisyn Shuvayevich Kuliev, Kaisyn Shuvayevich Kuliyev, Quliylanı Şuwanı caşı Qaysın o Qaysin Quli (en cirílico ruso: Кайсы́н Шува́евич Кули́ев; karachái-bálkaro: Къулийланы Шууаны жашы Къайсын (en un aúl del Óblast de Tersk, 1 de noviembre de 1917– Cheguen, 4 de junio de 1985) era un poeta balkario. Escribía en el karachái-bálkaro y sus poemas son ampliamente traducidos a la mayoría de lenguas de la antigua Unión Soviética, como ruso, osetio, lituano, bielorruso, armenio, entre otros.

## Biografía
Nació en el seno de una familia de cazadores cabreros, quedó huérfano de padre muy pequeño y pasó su niñez en las montañas empezando a trabajar de muy joven estudiando en una escuela de su aúl desde 1926. Escribió sus primeros poemas a los diez años y estudió en la Universidad Técnica de Nálchik, en el Instituto de Teatro de Moscú y en el Instituto de Literatura Maksim Gorki. Fue miembro de la Unión de Escritores da Unión Soviética y emepezó a publicar en 1940.
En 1940, realizó el servicio militar alistándose como paracaidista durante la Segunda Guerra Mundial. Más tarde sería trasladado a Letonia.
Vivió durante más de diez años en Kirguizistán, trabajó en la sección rusa del periódico Киргизстан y como traductor.

## Obra
- Prislushaisia k slovam (Escucha las Palabras) 2002 introducción por Chingiz Aitmatov
- Chelovek. Ptitsa. Derevo. (El Hombre. El Pájaro. El Árbol.) 1985
- Kolosia i zvezdi (Orejas y Estrellas) 1979
- Sobranie sochineniy v trekh tomakh (Recogió trabajos en tres Volúmenes). 1976-1977. Introducción por Irakly Andronikov.
- Zhivu Sredi Ludey ( Vivieron solo unas ersonas) 1976
- Lirika (Lírico) 1974
- Zvezdam goret (Las estrellas brillarán) 1973
- Izbrannie proizvedenia d dvukh tomakh (Seleccionado trabajo en dos volúmenes) 1972
- Blagodaru Solntse ( Doy las gracias a el Sol) 1969
- Mir Domu Tvoemu (Paz a vuestra casa) 1966
- Zaveschanniy Mir (Legando Mundial) 1965
- Izbrannaia Lirika (Las letras) 1964
- Zelenaia skazka (El cuento verde)
- Gory (Las montañas) 1957
- Mir Yo Radost Vam Zhivuschie (La y el gozo a ti) 2007
- Byla zima ( Sea un invierno )
- Poeta vsegda s liudmi (El poeta siempre con personas) 1986
- Tak rastet i derevo (Y el árbol está creciendo) 1975